# Salvador Valeri i Pupurull

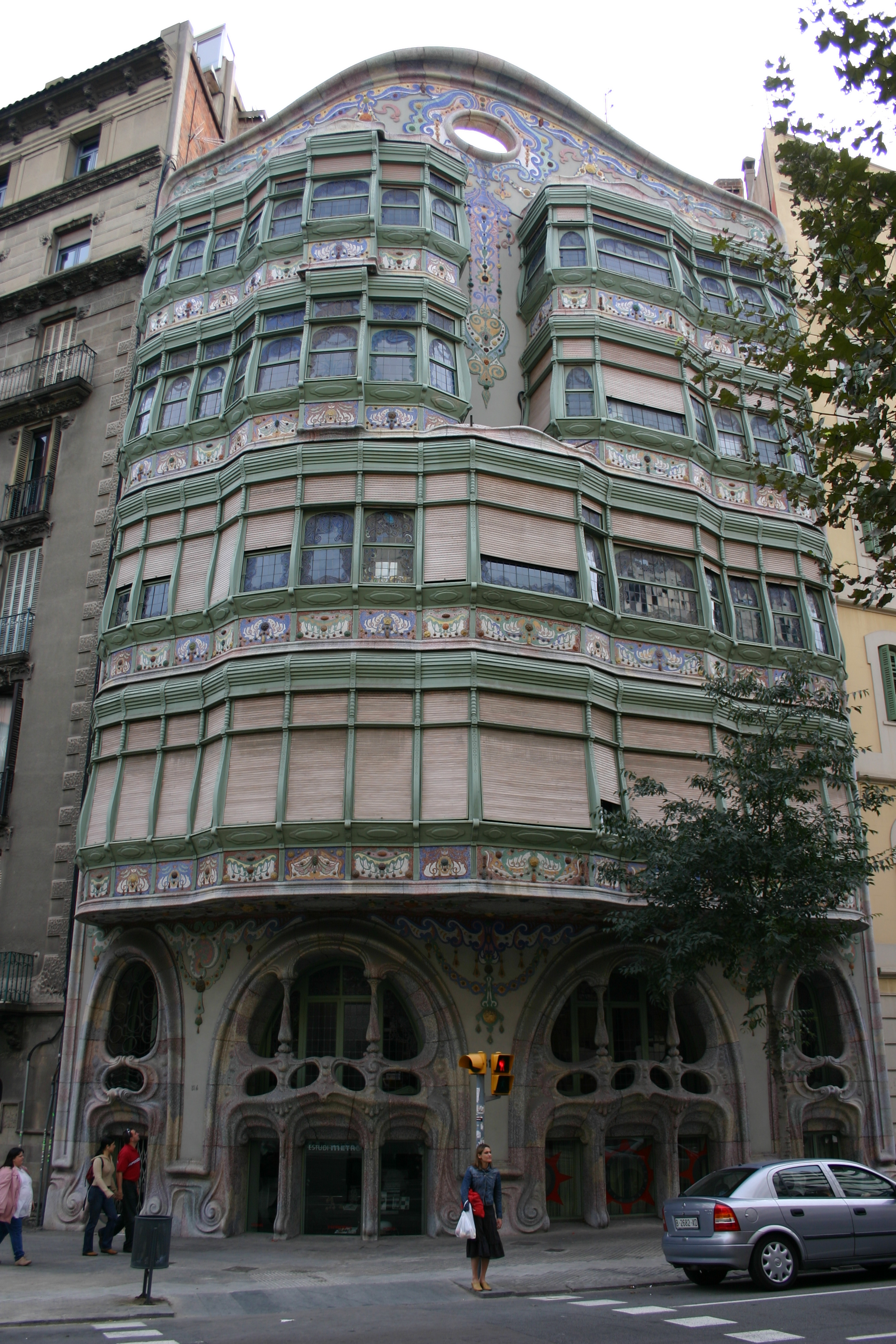
Casa Comalat

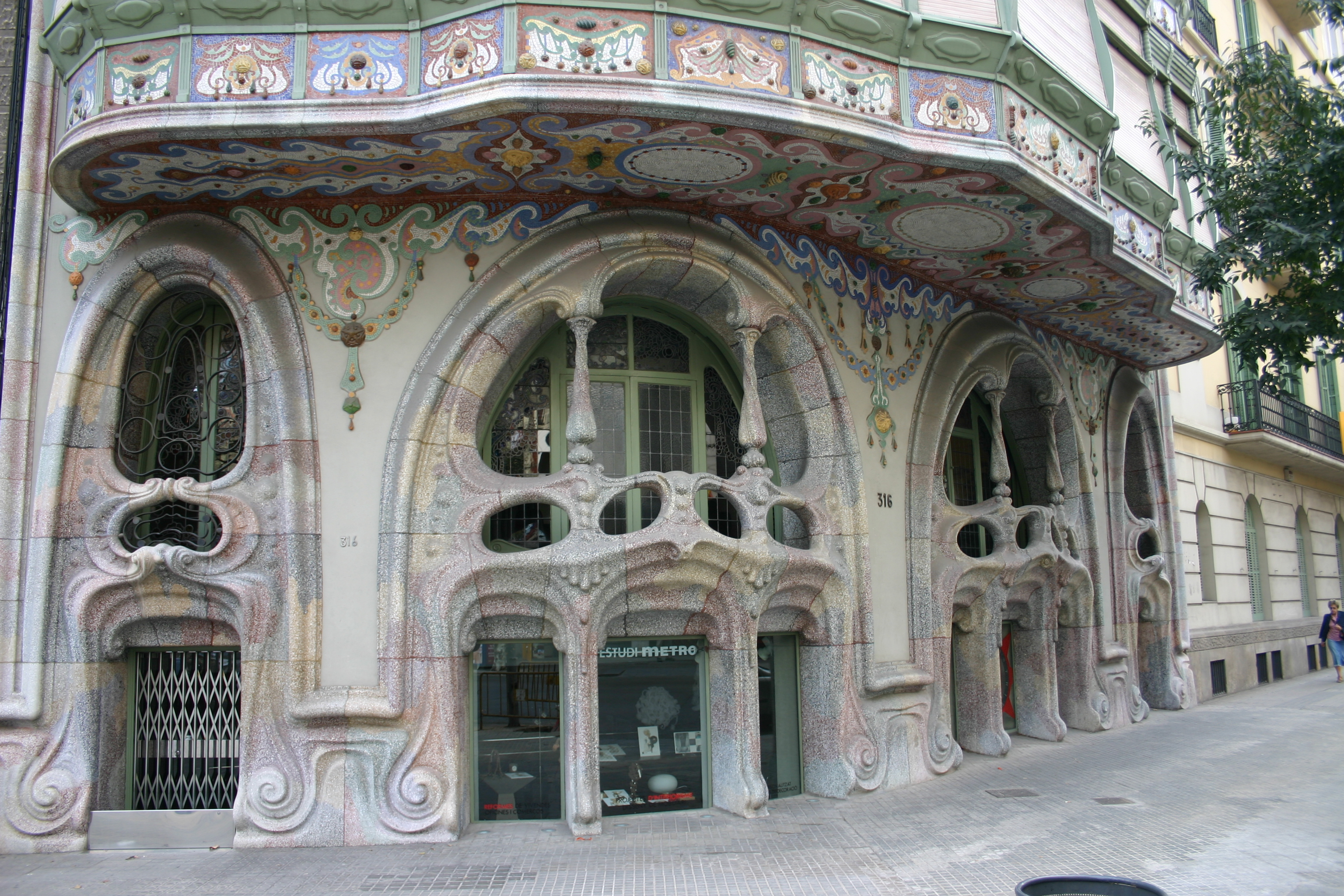
Casa Comalat

Salvador Valeri i Pupurull (30 maja 1873, Barcelona – 1954) – kataloński architekt, przedstawiciel art nouveau i modernizmu katalońskiego.
Studiował w madryckiej Akademii Technicznej (Universidad Politécnica de Madrid) i Prowincjonalnej Szkole Architektury w Barcelonie (Escuela Provincial de Arquitectura de Barcelona), gdzie uzyskał tytuł architekta w 1899 roku. Autor m.in. barcelońskiej kamienicy Casa Comalat przy Avinguda Diagonal (1909–11).